# میمون شبگرد ماکاسار
میمون شبگرد ماکاسار (نام علمی: Tarsius fuscus) نام یک گونه از سرده شبگردمیمون‌ها است.